# Litoscelis tanyphylla
Litoscelis tanyphylla là một loài bướm đêm trong họ Noctuidae.